# Les Petites Victoires (film)
Pour l’article homonyme, voir Les Petites Victoires.
Pour plus de détails, voir Fiche technique et Distribution.
Les Petites Victoires est un film français réalisé par Mélanie Auffret, sorti en 2023.
Il est présenté au festival international du film de comédie de l'Alpe d'Huez 2023, où il obtient le Prix du public et le Prix spécial du Jury.

## Synopsis
Alice Le Guennic (Julia Piaton) est à la fois maire et institutrice du petit village de Kerguen,  en Bretagne. Elle s'efforce de préserver les services essentiels de son village, qui ne compte plus ni médecin, ni boulangerie, ni café. Elle est constamment sollicitée par ses administrés. Fille de l'ancien maire et médecin du village, elle veut à tout prix être digne de son père et se montre d'un dévouement sans faille.
Parmi les habitants du village, Émile Menoux est un sexagénaire au caractère difficile. Émile est illettré, et depuis la récente mort de son frère, il n'a plus personne pour l'aider dans ses démarches administratives ni pour répondre à son courrier. Il retourne à l'école, dans la classe unique d'Alice, malgré l'opposition de celle-ci. Son franc-parler bouscule fortement les habitudes de la petite classe d'Alice. Il se fait accepter par ses jeunes camarades.
L'un des parents d'élèves signale la situation à l'inspection académique. L'inspecteur constate que la classe d'Alice ne compte que dix élèves : voilà la petite école villageoise menacée de fermeture.
Émile et Alice apprennent à mieux se connaître. Alice se rend compte que l'illettrisme d'Émile a constamment réduit ses choix de vie et que son frère Christian a censuré une partie de son courrier, tuant dans l'œuf une relation amoureuse qu'il aurait pu avoir avec Claudine, une habitante du village.
Émile encourage Alice à penser un peu moins aux autres et un peu plus à elle, voire à envisager une relation sentimentale.
Alice est convaincue que la fermeture de l'école entraînerait la mort du village. Elle mobilise l'ensemble de la population pour faire croire à l'inspecteur qu'il y a davantage d'élèves dans son école. Le stratagème échoue. Alice, le cœur gros, emmène ses élèves visiter l'école d'un village voisin où ils iront dès la prochaine rentrée scolaire. Elle se rend compte que ses élèves sont finalement plutôt contents à l'idée d'aller dans une école plus grande, mieux équipée.
Encouragée par Émile, Alice quitte son village pour entreprendre un grand voyage à vélo. Tous les habitants lui font la surprise de la remercier avant son départ et de lui souhaiter bonne route.

## Fiche technique
Sauf indication contraire, les informations mentionnées dans cette section peuvent être confirmées par la base de données cinématographiques Unifrance,  présente dans la section « Liens externes ».
- Titre original : Les Petites Victoires
- Réalisation : Mélanie Auffret
- Scénario : Mélanie Auffret et Michaël Souhaité
- Musique : Julien Glabs
- Décors : Mila Preli
- Costumes : Amandine Cros
- Photographie : Laurent Dailland
- Son : Nicolas Dambroise, Stéphane Isidore et Pierre-Jean Labrusse
- Montage : Jeanne Kef
- Production : Nicolas Duval-Adassovsky et Foucauld Barré
- Coproduction : Jérôme Hilal
- Sociétés de production : Quad Productions et ADNP
- Société de distribution  : Zinc, en association avec les SOFICA SofiTVCiné 9 et Cinémage 16
- Budget : 5,8 millions d'€[réf. nécessaire]
- Pays de production :  France
- Langue originale : français
- Format : couleur
- Genre : comédie
- Durée : 90 minutes
- Dates de sortie :
  - France : 19 janvier 2023 (Festival international du film de comédie de l'Alpe d'Huez)[2] ; 1er mars 2023 (sortie nationale)
  - Belgique : 1er mars 2023

## Distribution
- Michel Blanc : Émile Menoux
- Julia Piaton : Alice Le Guennic
- Lionel Abelanski : Saturnin
- Marie Bunel : Claudine
- Marie-Pierre Casey : Jeannine
- Sébastien Chassagne : Patrick
- India Hair : Pauline, sœur d'Alice
- Géraldine Schitter : Lorraine
- Caroline Ferrus : Mme Leclerc
- Franck Trillot : M. Leclerc
- Caroline Creac'h : Tifaine
- Odette Simonneau : Audette
- Cathy Cerda : la veuve Loisel
- Thierry Nenez : M. Bienvenut
- Claire Conti : Mme Bienvenut
- Daphné Richard : Daphné
- Adrien Guionnet : Adrien
- Soën Abenon : Soën
- Marie Podeur : Marie
- Eliot Bouger Van Goethem  : Eliot
- Lila Coraillon : Lila
- Benoît Moret : Rudy, mari de Pauline
- Awen Gratia Lemonnier : Pablo
- Romane Lavrard Vancraeynest : Lou
- Romain Brosseau : Younès, rencontre Tinder d'Alice
- Bruno Raffaelli : le patron du bar-boulangerie
- Grégoire Bonnet : M. Lochet, inspecteur d'académie

## Production

### Développement
En juin 2021, Mélanie Auffret annonce qu'elle tournera son deuxième film intitulé Les Petites Victoires dans le Finistère (Bretagne). Elle cherche des jeunes enfants « pour des rôles, dont six importants », précise la production Quad. Le scénario est écrit par elle-même, avec Michaël Souhaité, « une comédie chorale qui raconte l'histoire d'un village à travers la rencontre de deux personnages » et qui traite de l'illettrisme.

### Attribution des rôles
|  |

Le 17 juin 2021, Mélanie Auffret annonce que les personnages d' « Alice sera incarné(e) par Julia Piaton (…). Pour Émile, (…) c'est Michel Blanc ». Le 18 octobre de la même année, Lionel Abelanski, Marie-Pierre Casey, Bruno Raffaelli, Sébastien Chassagne, Géraldine Schitter, Marie Bunel font également partie du tournage.

### Tournage
Le tournage a lieu dans le Finistère, notamment à partir du 20 septembre 2021 au Juch — où se trouve l'école Notre-Dame-de-Toutes-Grâces aménagée et des bâtiments transformés en boulangerie, en mairie et en un café-resto. Mélanie Auffret est tombée « sous le charme » de ce village, après avoir « bien visité une soixantaine de communes avant de faire mon choix ». Il a également lieu à Douarnenez, à Pont-Croix, à Audierne (le Môle du Raoulic), à Quimper,, à Pouldergat (lieu-dit Croas Kerdegat) et à Guengat. Les prises de vues se terminent le 6 novembre 2021 au Café de la Pointe, à Douarnenez.

## Accueil

### Sortie
Fin novembre 2022, le film est sélectionné en compétition et projeté le 19 janvier 2023 au festival international du film de comédie de l'Alpe d'Huez, où Mélanie Auffret reçoit deux prix : le Prix spécial du Jury et le Prix du public.

### Critique
En France, le site Allociné donne la note de 3,6⁄5, après avoir recensé 19 critiques de presse.

### Box-office
Pour son premier jour d'exploitation en France, Les Petites Victoires a réalisé 41 763 entrées, dont 14 573 en avant-première, pour un total de 1 216 séances proposées. En comptant l'ensemble des billets vendus pendant ce premier jour, le film se positionne en deuxième place du box-office des nouveautés pour sa journée de démarrage, derrière Creed III (241 359) et devant La Syndicaliste (30 915).
Au bout d'une première semaine d'exploitation dans les salles françaises, le long-métrage totalise 250 360 entrées, pour un total de 8 106 séances proposées. Le long-métrage se positionne troisième du box-office hebdomadaire, derrière Alibi.com 2 (400 063) et devant Ant-Man et la Guêpe : Quantumania (205 792).
Au cours de sa troisième semaine d'exploitation, le long-métrage bénéficie en partie du Printemps du cinéma 2023, et réalise 212 870 entrées supplémentaires pour une septième place au box-office hebdomadaire français, derrière la nouveauté Sage-Homme (279 606).
| Pays ou région | Box-office      | Date d'arrêt du box-office | Nombre de semaines |
| -------------- | --------------- | -------------------------- | ------------------ |
| France         | 946 194 entrées | 2 mai 2023                 | 9                  |
| Allemagne      | 124 942 entrées |                            | 6                  |
| Total mondial  | 7 056 157 $     | -                          | -                  |

## Distinctions

### Récompenses
- Festival international du film de comédie de l'Alpe d'Huez 2023[1] :
  - Prix spécial du Jury
  - Prix du public

### Nomination
- Festival international du film de comédie de l'Alpe d'Huez 2023 : grand prix OCS

### Entretiens
- « Interview. Cinéma : la réalisatrice bretonne Mélanie Auffret met les projecteurs sur les maires des villages », sur actu.fr, 25 janvier 2023.
- Yann Clochard, « Entretien. Mélanie Auffret : « On a ce truc, en Bretagne, d'avoir des rapports authentiques » » , sur Ouest France, 29 janvier 2023.